# Jim Bohannon
James Everett „Jim“ Bohannon (* 7. Januar 1944 in Corvallis, Oregon; † 12. November 2022 in Seneca, South Carolina) war ein US-amerikanischer Fernseh- und Radiomoderator.

## Leben
Bohannon besuchte die Lebanon High School in Lebanon (Missouri) und die Southwest Missouri State University in Springfield (Missouri); er diente in der US-Army. 2003 wurde er in die National Radio Hall of Fame aufgenommen und war für den Marconi Award der National Association of Broadcasters in der Kategorie Network Syndicated Personality of the Year nominiert.
Er stand bei Westwood One unter Vertrag. Seine US-weit ausgestrahlte Late-Night-Radioshow The Jim Bohannon Show wird von über 350 Stationen übernommen. Sie wurde im August 2019 von geschätzt 6,5 Millionen Menschen wöchentlich gehört. Des Weiteren moderierte er die Show America in The Morning, eine ebenfalls US-weit ausgestrahlte Show, die im Dezember 2015 von dem Moderator John Trout übernommen wurde. Bohannon steuerte jedoch weiterhin Interviews und andere Beiträge in Form eines täglichen Features bei.

### Privates
Bohannon war seit 1998 verheiratet.